# Agostino Cilardo
Agostino Cilardo (San Prisco, 19 agosto 1947 – San Prisco, 15 luglio 2017) è stato un arabista italiano.
Era anche diacono.

## Biografia
Era docente dell'Università degli Studi di Napoli "L'Orientale" dove, dal novembre 2006, ricopriva la carica di preside della facoltà di Studi Arabo-Islamici e del Mediterraneo.
Laureatosi in Scienze Politiche per il Vicino e Medio Oriente (1974) e in Studi Islamici (1981) ha iniziato la carriera di ricercatore presso l'ateneo napoletano, ricevendo per tre volte il premio di operosità scientifica dell'I.U.O, quattro borse di studio del governo egiziano, una borsa di studio del Centro per le Relazioni Italo Arabe (Roma), e una borsa di studio del Consiglio Nazionale delle Ricerche (Roma). Negli stessi anni ha lavorato anche all'Università di Bari, collaborando con le facoltà di Economia e di Lingue e letterature straniere. Nel 1993 ha ultimato il Corso quadriennale di teologia presso l'Istituto superiore di scienze religiose di Capua (Caserta). Il 4 settembre 1993 fu consacrato diacono dall'arcivescovo Luigi Diligenza, nella parrocchia S. Maria di Costantinopoli in San Prisco (CE). Docente, dal 1994, dell'Istituto superiore di scienze religiose di Capua (Caserta).
Nel 1990 ha ricevuto l'affidamento dell'insegnamento di Diritto Musulmano presso la facoltà di Scienze Politiche dell'I.U.O. di Napoli; nel 1992 è divenuto professore associato di Istituzioni giuridiche e sociali del mondo musulmano presso la Scuola di Studi Islamici. Nel 2005 è diventato professore di prima fascia di Storia e istituzioni del mondo musulmano.
Dal 2003 dirigeva la rivista Studi Magrebini ed è direttore della collana “Cultura Arabo-Islamica” (Edizioni Scientifiche Italiane, Napoli). 

## Principali pubblicazioni
- Teorie sulle origini del diritto islamico, Istituto per l'Oriente Carlo Alfonso Nallino, Roma 1990
- Presenza araba e islamica in Campania (a cura), I.U.O., Napoli 1992
- Diritto ereditario islamico delle scuole giuridiche ismailita e imamita. Casistica, Istituto per l'Oriente - Istituto Universitario Orientale, Roma-Napoli 1993
- Diritto ereditario islamico delle scuole giuridiche sunnite (hanafita, malikita, shafi‘ita e hanbalita) e delle scuole giuridiche zaydita, zahirita e ibadita. Casistica, Istituto per l'Oriente - Istituto Universitario Orientale, Roma-Napoli 1994
- I. Goldziher, Lezioni sull'islam (trad. e cura), Edizioni Scientifiche Italiane, Napoli 2000
- Il diritto islamico e il sistema giuridico italiano. Le bozze di intesa tra la Repubblica Italiana e le Associazioni islamiche italiane, Edizioni Scientifiche Italiane, Napoli 2002
- L'islam oggi (a cura), Edizioni Dehoniane, Bologna 1993 (ristampa, 2004)
- The Qur'anic term kalala. Studies in the Arabic language and poetry, ḥadīth, tafsir and fiqh. Notes on the origin of the Islamic law, Edinburgh University Press, Edinburgh 2005
- Due sistemi a confronto. La famiglia nell'islam e nel diritto canonico, con Francesco Mennillo, CEDAM, Padova 2009
- La tutela dei minori di cultura islamica nell'area mediterranea. Aspetti sociali, giuridici e medici, Edizioni Scientifiche Italiane, Napoli 2011
- The Early History of Ismaili Jurisprudence. Law under the Fatimids. A critical edition of the Arabic text and English translation of al-Qadi al-Nu‘man's Minhaj al-fara'id, I.B. Tauris in association with The Institute of Ismaili Studies, London, 2012